# Спутниковая система навигации

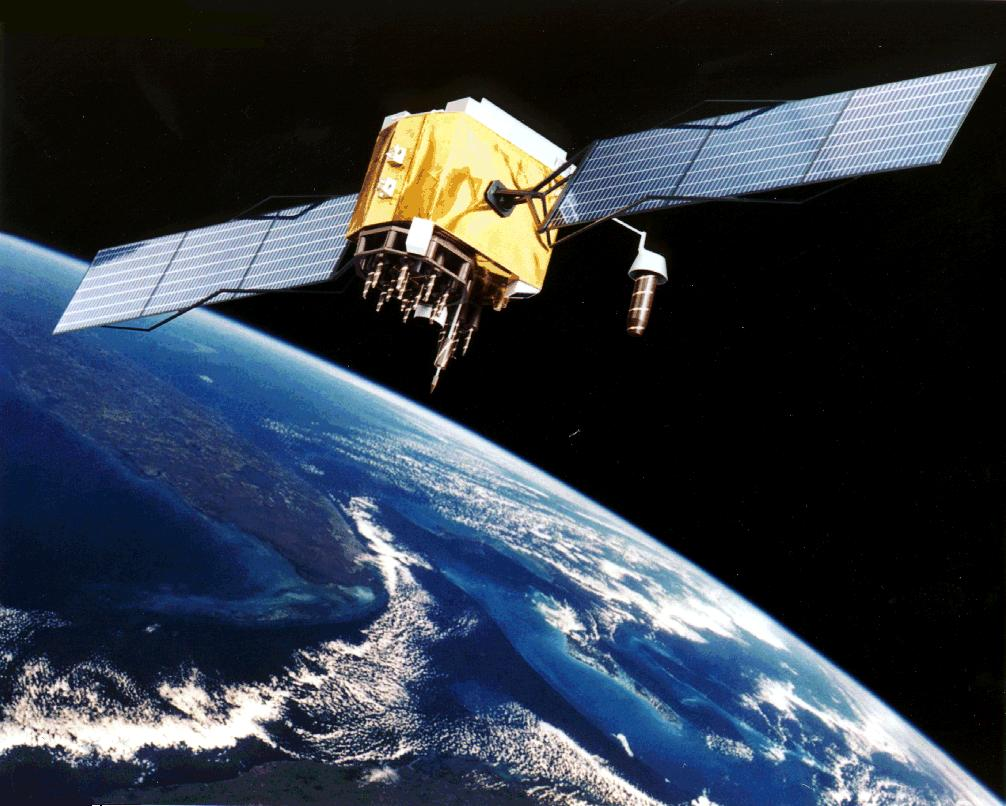
Спутник «Navstar-GPS».

Спу́тниковая систе́ма навига́ции (ГНСС, англ. Global Navigation Satellite System, GNSS) — система, предназначенная для определения местоположения (географических координат) наземных, водных и воздушных объектов, а также низкоорбитальных космических аппаратов. Спутниковые системы навигации также позволяют получить скорость и направление движения приёмника сигнала. Кроме того, могут использоваться для получения точного времени. Такие системы состоят из космического оборудования и наземного сегмента (систем управления).
На 2020 год три спутниковые системы обеспечивают полное покрытие и бесперебойную работу для всего земного шара — GPS, ГЛОНАСС, «Бэйдоу».

## Принцип работы
Принцип работы спутниковых систем навигации основан на измерении расстояния от антенны на объекте (координаты которого необходимо получить) до спутников, положение которых известно с большой точностью. Таблица положений всех спутников называется альманахом, которым должен располагать любой спутниковый приёмник до начала измерений. Обычно приёмник сохраняет альманах в памяти со времени последнего выключения и если он не устарел — мгновенно использует его. Каждый спутник передаёт в своём сигнале весь альманах. Таким образом, зная расстояния до нескольких спутников системы, с помощью обычных геометрических построений, на основе альманаха, можно вычислить положение объекта в пространстве.
Метод измерения расстояния от спутника до антенны приёмника основан на том, что скорость распространения радиоволн предполагается известной (на самом деле этот вопрос крайне сложный, на скорость влияет множество слабопредсказуемых факторов, таких как характеристики ионосферного слоя и пр.). Для осуществления возможности измерения времени распространяемого радиосигнала каждый спутник навигационной системы излучает сигналы точного времени, используя точно синхронизированные с системным временем атомные часы. При работе спутникового приёмника его часы синхронизируются с системным временем, и при дальнейшем приёме сигналов вычисляется задержка между временем излучения, содержащимся в самом сигнале, и временем приёма сигнала. Располагая этой информацией, навигационный приёмник вычисляет координаты антенны. Все остальные параметры движения (скорость, курс, пройденное расстояние) вычисляются на основе измерения времени, которое объект затратил на перемещение между двумя или более точками с определёнными координатами.

## Основные элементы
Основные элементы спутниковой системы навигации:
- орбитальная группировка (Спутниковая группировка) спутников, излучающих специальные радиосигналы;
- наземная система управления и контроля (наземный сегмент), включающая блоки измерения текущего положения спутников и передачи на них полученной информации для корректировки информации об орбитах;
- аппаратура потребителя спутниковых навигационных систем («спутниковые навигаторы»), используемая для определения координат;
- опционально: наземная система радиомаяков, позволяющая значительно повысить точность определения координат;[1]
- опционально: информационная радиосистема для передачи пользователям поправок, позволяющих значительно повысить точность определения координат[2].

Примечания к списку:
1 Является наземным (неотъемлемым) сегментом для Системы дифференциальной коррекции (ССДК)
2 С середины 2010-х, является неотъемлемой частью ГНСС.

## Обзор спутниковых систем навигации

### Исторические системы
- Transit — первая в мире спутниковая навигационная система, США, 1960-е — 1996.
- Циклон — первая спутниковая система навигации в СССР[2], 1976—2010.
- Цикада — низкоорбитальная «космическая навигационная система»* (КНС) — гражданский вариант морской спутниковой навигационной системы «Циклон», аналог Transit — 1976—2008 гг.
- Парус — низкоорбитальная КНС (именно с таким названием была принята на вооружение в 1976 г.) — серия российских (советских) навигационных спутников военного назначения.

### Действующие и создаваемые спутниковые системы
- GPS — принадлежит министерству обороны США[источник не указан 890 дней]. Этот факт, по мнению некоторых государств, является её главным недостатком. Устройства, поддерживающие навигацию по GPS, являются самыми распространёнными в мире. Также известна под более ранним названием NAVSTAR.
- ГЛОНАСС — принадлежит министерству обороны РФ[источник не указан 890 дней]. Разработка системы официально началась в 1976 г., полное развёртывание системы завершилось в 1995 г. После 1996 года спутниковая группировка сокращалась и к 2002 году пришла в упадок. Была восстановлена к концу 2011 г. В настоящее время на орбите находится 26 спутников, из которых 24 используется по назначению[3]. К 2025 году предполагается глубокая модернизация системы.
- «Бэйдоу» — китайская глобальная спутниковая система навигации, основанная на геостационарных, геосинхронных спутниках и спутниках со средними орбитами. Реализация программы началась в 1994 году. Первый спутник вышел на орбиту в 2000 году. По состоянию на 2015 год система имела 4 работающих спутников: 2 на геостационарных орбитах, 3 — на геосинхронных и 4 — на средних околоземных. 23 июня 2020 года был запущен 15 спутник системы «Бэйдоу», тем самым было завершено создание глобальной спутниковой системы навигации. 31 июля 2020 года председатель КНР Си Цзиньпин заявил о начале эксплуатации системы «Бэйдоу»[4].
- DORIS — французская навигационная система. Принцип работы системы связан с применением эффекта Доплера. В отличие от других спутниковых навигационных систем основана на системе стационарных наземных передатчиков, приёмники расположены на спутниках. После определения точного положения спутника система может установить точные координаты и высоту маяка на поверхности Земли. Первоначально предназначалась для наблюдения за океанами и дрейфом материков.
- Galileo — европейская система, находящаяся на этапе создания спутниковой группировки. По состоянию на ноябрь 2016 года на орбите находится 16 спутников, 9 действующих и 7 тестируемых. Планируется полностью развернуть спутниковую группировку к 2020 году[5].

### Создаваемые региональные спутниковые системы
- IRNSS — индийская навигационная спутниковая система, в состоянии разработки. Предполагается для использования только в Индии. Первый спутник был запущен в 2008 году. Общее количество спутников системы IRNSS — 7.
- QZSS — японская квази-зенитная спутниковая система (Quasi-Zenith Satellite System, QZSS) была задумана в 2002 г. как коммерческая система с набором услуг для подвижной связи, вещания и широкого использования для навигации в Японии и соседних районах Юго-Восточной Азии. Первый QZSS-спутник был запущен в 2010 г. Предполагается создание группировки из трёх спутников, находящихся на геосинхронных орбитах, а также собственной системы дифференциальной коррекции.

## Применение систем навигации
Координаты, получаемые благодаря спутниковым системам, используются в следующих отраслях:
- Геодезия: с помощью систем навигации определяются точные координаты точек
- Навигация: с применением систем навигации осуществляется как морская, так и дорожная навигация
- Спутниковый мониторинг транспорта: с помощью систем навигации ведётся мониторинг за положением, скоростью автомобилей, контроль за их движением
- Сотовая связь: первые мобильные телефоны с GPS появились в 90-х годах. В некоторых странах (например, США) это используется для оперативного определения местонахождения человека, звонящего 911. В России в 2010 году начата реализация аналогичного проекта — Эра-ГЛОНАСС.
- Тектоника, тектоника плит: с помощью систем навигации ведутся наблюдения движений и колебаний плит
- Активный отдых: существуют различные игры, где применяются системы навигации, например, Геокэшинг и др.
- Геотегинг: информация, например фотографии «привязываются» к координатам благодаря встроенным или внешним GPS-приёмникам

## Основные характеристики систем навигационных спутников
| параметр, способ                                                  | GPS NAVSTAR                         | СРНС ГЛОНАСС                                                                                                   | TEN GALILEO                                                                               | BDS COMPASS                                                                                              |
| ----------------------------------------------------------------- | ----------------------------------- | --- | ----------------------------------------------------------------------------------------- | --- |
| Начало разработки                                                 | 1973                                | 1976 | 2001                                                                                      | 1983 |
| Первый запуск                                                     | 22 февраля 1978                     | 12 октября 1982                                                                                                | 28 декабря 2005                                                                           | 30 октября 2000                                                                                          |
| Число НС (резерв)                                                 | 24 (3)                              | 24 (3) | 27 (3)                                                                                    | 30 (5)                                                                                                   |
| Число орбитальных плоскостей                                      | 6                                   | 3 | 3                                                                                         | 3 |
| Число НС в орбитальной плоскости (резерв)                         | 4                                   | 8 (1) | 9 (1)                                                                                     | 9 |
| Тип орбит                                                         | Круговая                            | Круговая (e=0±0,01)                                                                                            | Круговая                                                                                  | Круговая                                                                                                 |
| Высота орбиты (расчётная), км                                     | 20183                               | 19100 | 23224                                                                                     | 21528 |
| Наклонение орбиты, градусы                                        | ~55 (63)                            | 64,8±0,3 | 56                                                                                        | ~55 |
| Номинальный период обращения по среднему солнечному времени       | ~11 ч 58 мин                        | 11 ч 15 мин 44 ± 5 с                                                                                           | 14 ч 4 мин и 42 с                                                                         | 12 ч 53 мин 24 с                                                                                         |
| Характеристики сигнала                                            | CDMA                                | FDMA (CDMA планируется)                                                                                        | CDMA                                                                                      | CDMA |
| Способ разделения сигналов НС                                     | Кодовый                             | Кодово-частотный (кодовый на испытаниях)                                                                       | Кодово-частотный                                                                          | нет данных                                                                                               |
| число частот                                                      | 2 + 1 планируется                   | 24 + 12 планируется                                                                                            | 5                                                                                         | 2 + 1 планируется                                                                                        |
| Несущие частоты радиосигналов, МГц                                | L1=1575,42 L2=1227,60 L5=1176,45    | L1=1602,5625…1615,5 L2=1246,4375…1256,5 L3= 1207,2420…1201,7430 сигнал L5 на частоте 1176,45 МГц (планируется) | E1=1575,42 (L1) E6=1278,750 E5=L5+L3 E5=1191,795 E5A=1176,46 (L5) E5B=1207,14 E6=12787,75 | B1=1575,42 (L1) B2=1191,79 (E5) B3=1268,52 B1-2=1589,742 B1-2=1589,742 B1=1561,098 B2=1207,14 B3=1268,52 |
| Период повторения дальномерного кода (или его сегмента)           | 1 мс (С/А-код)                      | 1 мс | нет данных                                                                                | нет данных                                                                                               |
| Тип дальномерного кода                                            | Код Голда (С/А-код 1023 зн.)        | М-последовательность (СТ-код 511 зн.)                                                                          | М-последовательность                                                                      | нет данных                                                                                               |
| Тактовая частота дальномерного кода, МГц                          | 1,023 (С/А-код) 10,23 (P,Y-код)     | 0,511 | Е1=1,023 E5=10,23 E6=5,115                                                                | нет данных                                                                                               |
| Скорость передачи цифровой информации(соответственно СИ- и D-код) | 50 зн/с (50 Гц)                     | 50 зн/с (50 Гц)                                                                                                | 25, 50, 125, 500, 100 Гц                                                                  | 50/100 25/50 500                                                                                         |
| Длительность суперкадра, мин                                      | 12,5                                | 2,5 | 5                                                                                         | нет данных                                                                                               |
| Число кадров в суперкадре                                         | 25                                  | 5 | нет данных                                                                                | нет данных                                                                                               |
| Число строк в кадре                                               | 5                                   | 15 | нет данных                                                                                | нет данных                                                                                               |
| Система отсчета времени                                           | UTC (USNO)                          | UTC (SU) | UTC (GST)                                                                                 | UTC (BDT)                                                                                                |
| Система отсчета координат                                         | WGS-84                              | ПЗ-90/ПЗ-90.02/ПЗ-90.11                                                                                        | ETRF-00                                                                                   | CGCS −2000                                                                                               |
| Тип эфемирид                                                      | Модифицированные кеплеровы элементы | Геоцентрические координаты и их производные                                                                    | Модифицированные кеплеровы элементы                                                       | нет данных                                                                                               |
| Сектор излучения от направления на центр земли                    | L1=±21 в 0 L2=±23,5 в 0             | ±19 в 0 | нет данных                                                                                | нет данных                                                                                               |
| Сектор Земли                                                      | ±13,5 в 0                           | ±14,1 в 0 | нет данных                                                                                | нет данных                                                                                               |
| Система дифференциальной коррекции                                | WAAS                                | СДКМ | EGNOS                                                                                     | SNAS |
| Высокоорбитальный геосинхронный сегмент                           | нет                                 | ведутся НИР | ведутся НИР                                                                               | 3 НС |
| Геостационарный сегмент                                           | нет                                 | ведутся НИР | ведутся НИР                                                                               | 5 НС |
| Точность                                                          | 5 м (без DGPS)                      | 4,5 м — 7,4 м (без DGPS)                                                                                       | 1 м (открытый сигнал), 0,01 м (закрытый)                                                  | 10 м (открытый сигнал), 0,1 м (закрытый)                                                                 |

## Дифференциальное измерение
Отдельные модели спутниковых приёмников позволяют производить т. н. «дифференциальное измерение» расстояний между двумя точками с большой точностью (сантиметры). Для этого измеряется положение навигатора в двух точках с небольшим промежутком времени. При этом, хотя каждое такое измерение имеет погрешность, равную 10-15 метров без наземной системы корректировки и 10-50 см с такой системой, измеренное расстояние имеет погрешность намного меньшую, так как факторы, мешающие измерению (погрешность орбит спутников, неоднородность атмосферы в данном месте Земли и т. д.) в этом случае взаимно вычитаются.
Кроме того, есть несколько систем, которые посылают потребителю уточняющую информацию («дифференциальную поправку к координатам»), позволяющую повысить точность измерения координат приёмника до 10 сантиметров. Дифференциальная поправка пересылается либо с геостационарных спутников, либо с наземных базовых станций, может быть платной (расшифровка сигнала возможна только одним определённым приёмником после оплаты «подписки на услугу») или бесплатной.
На 2009 год имелись следующие бесплатные системы предоставления поправок: американская система WAAS (GPS), европейская система EGNOS (Galileo), японская система MSAS (QZSS). Они основаны на нескольких передающих поправки геостационарных спутниках, позволяющих получить высокую точность (до 30 см).
Создание системы коррекции для ГЛОНАСС под названием СДКМ завершено к 2016.